# Posttaygetis penelina
Posttaygetis penelina är en fjärilsart som beskrevs av Otto Staudinger 1888. Posttaygetis penelina ingår i släktet Posttaygetis och familjen praktfjärilar. Inga underarter finns listade i Catalogue of Life.